# Polittico di Miglionico
Il Polittico di Miglionico è formato da dipinti a olio su tavola di Cima da Conegliano, ed è conservato presso la chiesa di Santa Maria Maggiore di Miglionico.

## Storia
Il polittico, destinato all'altare di una chiesa francescana, fu acquistato nel 1598 da don Marcantonio Mazzoni per decorare il coro della chiesa madre di Miglionico, venne in seguito smembrato e ricomposto nel 1782 su iniziativa dei baroni Del Pozzo, che lo dotarono dell'attuale cornice, in cui si vede anche lo stemma di famiglia. 

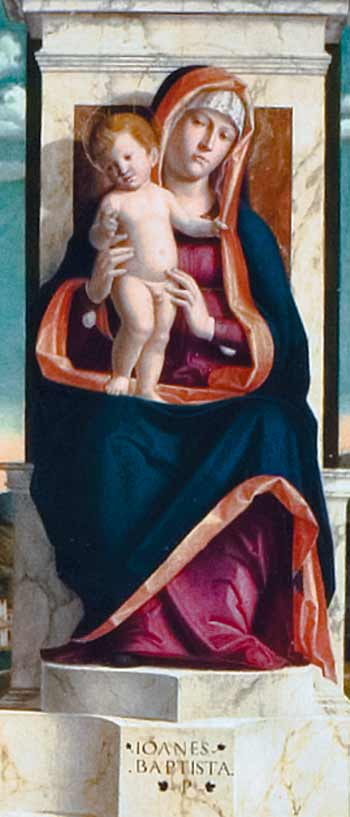
Madonna col Bambino

## Descrizione
Il polittico è formato da diciotto pannelli disposti in quattro ordini e raffigura al centro la Madonna col Bambino in trono, con sul piedistallo la scritta "IOANES / BAPTISTA / P / 1499".
Ai lati, a figura intera: a sinistra i santi Francesco e Girolamo, a destra i santi Pietro e Antonio da Padova. Nell'ordine soprastante, a mezzo busto, da sinistra i santi Chiara d'Assisi, Ludovico di Tolosa, Bernardino da Siena e Caterina d'Alessandria.
In alto nella cimasa, il Cristo passo tra la Vergine Annunciata e l'angelo annunciante. 
Infine in basso nella predella, i santi protomartiri francescani. Risulta dispersa la tavoletta centrale della predella ove, forse, era raffigurata la Natività.